# Soundmill navigator
Soundmill navigator is een livealbum van Tangerine Dream dat werd uitgegeven in 2000. Het bevat echter een deel van de opnamen  die zijn gemaakt tijdens het concert op 27 juni 1976 in de Berliner Philharmonie in Berlijn. De opnamen bestaan uit een lange track van 41:48. De samenstelling van de band is die van The Virgin Years. Qua tijd van opname zit dit album tussen Ricochet en Stratosfear in. De dreigende sfeer van Stratosfear is in het geheel niet terug te vinden op Soundmill navigtaor, dat bestaat uit een lange improvisatie. 

## Musici

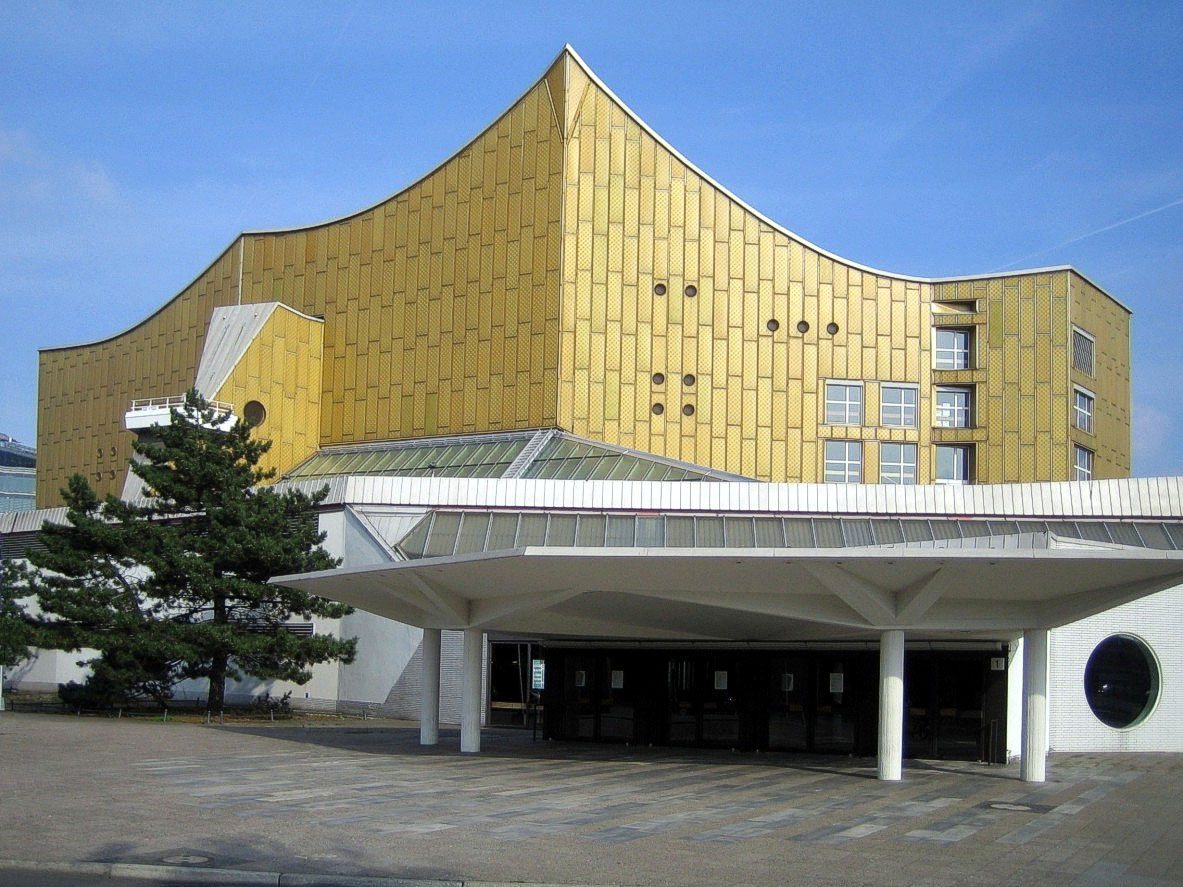
Berliner Philharmonie

- Edgar Froese, Christopher Franke, Peter Baumann – elektronica, synthesizers.

## Muziek
| Nr. | Titel                                         | Duur  |
| --- | --------------------------------------------- | ----- |
| 1.  | Soundmill navigator (Froese, Franke, Baumann) | 41:48 |

Dezelfde muziek is in een slechtere geluidskwaliteit (en korter) terug te vinden als set vijf van Tangerine Dream The Bootleg Box Volume 1. Soundmill navigator heeft een goede geluidsweergave, de omstandigheden meegenomen. De opnamen zijn ook wel bekend onder Tangerine Tree nr. 08